# Вербозілля кільчасте
Вербозілля кільчасте (Lysimachia verticillaris) — вид квіткових рослин родини первоцвітових (Primulaceae).

## Біоморфологічна характеристика
Це багаторічна рослина 50–100 см заввишки. Листки  у кільцях по 3–5, яйцювато-довгасті, тупуваті, на довгих (1–2 см) ніжках, з нижнього боку м'яко запушені. Квітки на досить довгих квітконіжках, розташованих у пазухах листків, рідше у волотисто розгалужених суцвіттях. Відрізняється від здебільшого алопатричного L. punctata довшими ніжками листків, зазвичай ширшими листками з пластинкою 50–99 × 27–45 мм, численнішими квітками по 4–14 у кожному кільці з квітконіжками до 25 мм і більш широко-яйцюватими частками віночка 10–14 × 7–10 мм.

## Поширення
Росте в Україні, Кавказі (Вірменія, Азербайджан, Грузія, Північний Кавказ), Туреччині.
В Україні вид росте у вологих місцях у лісах, чагарниках — у Донецькому Лісостепу, гірському та південному Криму.